# Maju Mantilla
María Julia Mantilla García (Trujillo, 10 de julio de 1984) es una ex reina de belleza, exmodelo, presentadora de televisión, actriz y empresaria peruana; ganadora del certamen Miss Mundo 2004. Alcanzó reconocimiento en la televisión peruana por haber sido conductora de los magacines Dos sapos una reina, Al aire y En boca de todos.

## Biografía
Nació en el seno de una de las acomodadas familias mestizas ultraconservadoras católicas tradicionales más ricas del país. Es la menor de los siete hijos de Olmedo Lucio Mantilla Mayer y de las dos hijas de Elvia Elizabeth García Linares, María Julia culmina sus estudios en el Colegio Nuestra Señora del Perpetuo Socorro de Trujillo, en el año 2000, en el que es coronada como Miss Perpetuo Socorro. Llega a ser estudiante de Educación en la Universidad Nacional de Trujillo. Teniendo planeado estudiar Turismo pero finalmente se decide por Marketing y Publicidad. Mantilla se convierte en campeona peruana de Triatlón y Pentatlón entre 1999 y 2001, y en 2003 consigue el título de Miss Universidad.

## Carrera

### Miss Teen International
María Julia Mantilla representó a Perú en Miss Teen International 2003, que se celebró en Ibarra, Ecuador ubicándose entre las 8 semifinalistas.

### Miss Mundo
Mantilla gana el título Miss Perú Mundo el 19 de abril de 2004, representando a Trujillo.
El 4 de diciembre de 2004, a los 20 años, es coronada como Miss Mundo 2004, en el Beauty Crown Theatre, localizado en la isla de Sanya, China. Se convierte en la segunda peruana en ganar la corona de Miss Mundo y la primera reina de belleza del mundo elegida como tal por votaciones vía Internet y SMS de los espectadores. En el certamen, también gana el título de Reina Continental de las Américas.
En Miss Sports, empata en el tercer lugar con Kenisha Thom de Trinidad y Tobago. En Miss World Talent, está entre las 25 semifinalistas con una danza tradicional del Perú, la marinera norteña. Y por último, en Contestant's Choice, ocupa el segundo lugar de la historia. 
Mantilla tiene un multitudinario recibimiento a su llegada a Lima procedente de Londres, en diciembre de 2004. Recibe también un homenaje en Palacio de Gobierno.
El 10 de diciembre de 2005, ella corona a su sucesora, Unnur Vilhjálmsdóttir de Islandia, y posteriormente empieza a participar como presentadora o jurado del certamen Miss Perú.
En 2007, es invitada nuevamente para la ceremonia de coronación de Miss Perú Mundo.

### Televisión e imagen pública
En 2004 participó como modelo del programa Habacilar por América Televisión, compartiendo créditos con Thalía Estabridis, Tracy Freundt y Anahí de Cárdenas.
En 2005, anuncia su participación en el montañismo al subir el nevado Pastoruri. Al año siguiente, realiza su meta de escalar el Qi-Zi, en el Himalaya. Su participación le sirve para financiar la Children and Youth Federation.
Mantilla trabaja en la agencia de modelaje Ford entre 2007 y 2009.
A su vez, firma como modelo oficial de Ésika, participando también del boceto "Modelos de mujer", en este caso, del Perú. Esta iniciativa resalta no sólo las cualidades artísticas y dotes de belleza de las modelos, si no también su actitud ante la vida, su habilidad, sabiduría y profesionalismo en otros ámbitos de su vida. Permanece su imagen como representante peruana en la promoción a nivel de Latinoamérica. Además, Maju es imagen de la tienda por departamento Ripley en Perú desde 2013.
Mantilla estuvo como presentadora en el programa familiar Dos sapos, una reina por América Televisión entre 2012 y 2013, acompañada de Joselito Carrera y Roger del Águila. Mantilla conduce el programa Al aire junto a Sofía Franco por la misma casa televisora entre 2013 y 2016.  Sin embargo, generó controversia por su cobertura, en el cual realizó el evento Marcha contra la televisión basura. En 2015, Mantilla criticó al evento y defendió que los temas tratados de la farándula no le hacen daño al público.
Entre 2017 y 2022 condujo el programa En boca de todos, programa de espectáculos, junto a Tula Rodríguez y Ricardo Rondón. Tras la cancelación de este último, anunció su participación en Arriba mi gente. Este magacín dejó el formato de farándula para centrarse en otros aspectos periodísticos y de entretenimiento.

### Actuación
En julio de 2011, participa en calidad de actriz invitada en la telenovela Ana Cristina.
De 2015 a 2018, participa en la serie televisiva Ven, baila, quinceañera como Mónica Pastor de Del Campo.
En 2020, participa en la telenovela Te volveré a encontrar como Inés Roldán Barrera.
También, tiene participación en varias películas, entre ellas: Igualita a mí, Mundo gordo y Prohibido salir.

## Vida personal
En enero de 2012, después de una relación de 7 años, contrae matrimonio civil con el empresario Gustavo Salcedo en la Municipalidad de San Borja, y el 4 de febrero de 2012, contraen matrimonio religioso, en la Catedral de Trujillo.
En julio de 2012, Mantilla hace público su embarazo en el programa de televisión que conduce. Mantilla da a luz el 19 de enero del 2013.
Considerada de perfil bajo, Mantilla tuvo su primer escándalo televisivo el 3 de agosto de 2023 cuando el programa de Magaly Medina hizo público unas imágenes de su esposo entrando a un lujoso hotel con una mujer identificada como Mariana de La Vega.

## Otras actividades
Durante su reinado, Mantilla es embajadora del turismo en el Perú y realiza una serie de tareas centradas en la recaudación de fondos para organizaciones caritativas. Para esto y como parte de su reinado, viaja a Indonesia, Rusia, Perú, Estados Unidos, República Checa, China, Tíbet, Irlanda, Reino Unido, entre otros países. Es reconocida su vocación por promover programas y campañas en beneficio de las poblaciones de menores recursos, entre ellos la campaña Corazones dorados de la Fundación por los Niños del Perú.

## Filmografía

### Cine
| Año  | Título             | Personaje | Notas          | Ref.   |
| ---- | ------------------ | --------- | -------------- | ------ |
| 2022 | ¿Quién dijo Detox? |           | Rol principal  |        |
| 2022 | Igualita a mi      |           | Rol secundario | [ 38 ] |
| 2022 | Prohibido salir    | Alma      | Rol principal  |        |
| 2022 | Mundo gordo        | Marisol   | Rol principal  | [ 39 ] |
| 2022 | Sugar en aprietos  |           | Rol principal  |        |

### Televisión

#### Series y telenovelas
| Año       | Título                          | Personaje                                        | Notas                            | Ref. |
| --------- | ------------------------------- | ------------------------------------------------ | -------------------------------- | ---- |
| 2011      | Ana Cristina                    | Ella misma                                       | Rol de Invitada Especial         |      |
| 2015—2016 | Ven, Baila, Quinceañera         | Mónica Eliana Pastor Fon-Davis de Del Campo      | Rol Antagónico Secundario        |      |
| 2016—2017 | VBQ: Todo Por La Fama           | Mónica Eliana Pastor Fon-Davis Vda. de Del Campo | Rol Antagónico Secundario        |      |
| 2018      | VBQ: Empezando a Vivir          | Mónica Eliana Pastor Fon-Davis Vda. de Del Campo | Rol Antagónico Secundario        |      |
| 2018      | Te volveré a encontrar (Piloto) | Inés Roldán Barrera                              | Rol Principal                    |      |
| 2019      | Los Vílchez                     | Mónica Eliana Pastor Fon-Davis Vda. de Del Campo | Material de archivo (1 Episodio) |      |
| 2020      | Te volveré a encontrar          | Inés Roldán Barrera de Valdemar                  | Rol Principal                    |      |
| 2022      | Al fondo hay sitio              | "Charito"                                        | Spot televisivo                  |      |
| 2022      | Maricucha 2                     | Glenda «Glendita»                                |                                  |      |

#### Programas
| Año           | Título                                                                  | Rol        | Notas                                                        | Ref.   |
| ------------- | ----------------------------------------------------------------------- | ---------- | ------------------------------------------------------------ | ------ |
| 2004          | Habacilar                                                               | Ella misma | Modelo                                                       | [ 40 ] |
| 2004          | El Miss Mundo 2004                                                      | Ella misma | Edición Especial                                             |        |
| 2004          | El Miss Mundo 2004                                                      | Ella misma | Postulante (Ganadora)                                        |        |
| 2005          | El Miss Mundo 2005                                                      | Ella misma | Edición Especial                                             |        |
| 2005          | El Miss Mundo 2005                                                      | Ella misma | Invitada (Miss Mundo 2004)                                   |        |
| 2011          | El Miss Perú 2011 (Edición especial)                                    | Ella misma | Presentadora                                                 |        |
| 2011          | Teletón 2011: Unámonos para cambiar pena por alegría (Edición especial) | Ella misma | Telefonista                                                  |        |
| 2012–2013     | Dos sapos, una reina                                                    | Ella misma | Presentadora                                                 |        |
| 2012          | El gran show                                                            | Ella misma | (Secuencia: El desafío)                                      |        |
| 2012          | Teletón 2012: Todos somos Teletón (Edición especial)                    | Ella misma | Presentadora                                                 |        |
| 2013          | Pequeños gigantes                                                       | Ella misma | Jueza Invitada                                               |        |
| 2013–2016     | Al Aire                                                                 | Ella misma | Presentadora                                                 |        |
| 2013          | Teletón 2013: Súmate a la Teletón (Edición especial)                    | Ella misma | Presentadora                                                 |        |
| 2014          | Pequeños gigantes 2                                                     | Ella misma | Jueza Invitada                                               |        |
| 2014          | Gisela, el gran show                                                    | Ella misma | Invitada Especial (Secuencias: El desafío y Mi hombre puede) |        |
| 2015          | El Miss Perú 2015 (Edición especial)                                    | Ella misma | Presentadora                                                 |        |
| 2016          | El gran show                                                            | Ella misma | Temporada 16 Jueza Invitada                                  |        |
| 2016          | El Miss Perú 2016 (Edición especial)                                    | Ella misma | Presentadora                                                 |        |
| 2016          | El Miss Perú Universo 2016 (Edición especial)                           | Ella misma | Presentadora                                                 |        |
| 2017-2022     | En boca de todos                                                        | Ella misma | Presentadora                                                 |        |
| 2017          | Campeonato mundial de baile                                             | Ella misma | Invitada Especial (Secuencia: Éste es mi show)               |        |
| 2017          | Una sola fuerza (Edición especial)                                      | Ella misma | Presentadora                                                 |        |
| 2019          | Teletón 2019: De todos, para todos (Edición especial)                   | Ella misma | Invitada Especial (Secuencia: Gira Teletón)                  |        |
| 2022          | América espectáculos                                                    | Ella misma | Invitada Especial                                            |        |
| 2023-presente | Arriba mi gente                                                         | Ella misma | Presentadora                                                 |        |

### Vídeos musicales
- Échame la culpa (2018).
- Mandarina (2021) (De Gian Marco) como Interés amoroso.[41]

### Spots publicitarios
- Ésika como Imagen comercial.
- Modelos de mujer como Imagen comercial.
- Ripley (2016–presente) como Imagen comercial.

## Teatro
| Año  | Título                   | Personaje | Notas         | Ref.          |
| ---- | ------------------------ | --------- | ------------- | ------------- |
| 2017 | Tres mujeres y un gigolo | Lucrecia  | Rol Principal | [ 42 ] [ 43 ] |

## Eventos
- El Miss Mundo 2004 (2004) como Participante.
- El Miss Perú Mundo 2004 (2004).
- El Miss Mundo Deportes & Fitness (2004) como Participante.
- El Miss Talento (2004) como Participante.
- Contestants' Choices (2004) como Participante.
- Corazones dorados (2004).
- El Miss Mundo 2005 (2005) como Invitada.
- El montañismo (2005) como Participante.
- Children and Youth Federation (2006) como Embajadora.
- El Miss Perú Mundo 2007 (2007) como Invitada.
- El Miss Perú Tusan como Jurado.
- El Miss Perú 2011 (2011) como Presentadora.
- El Miss Perú 2015 (2015) como Presentadora.
- El Miss Perú 2016 (2016) como Presentadora.
- El Miss Perú Universo 2016 (2016) como Presentadora.

## Distinciones

### Certámenes de belleza
- Miss Universidad 2003.
- Miss Perpetuo Socorro 2003.
- Miss Mundo 2004.
- Miss Perú Mundo 2004.
- Reina continental de las Américas.

### Otros
- Campeona de Triatlón y Pentatlón 2001.

| Predecesor: Rosanna Davison Irlanda | Miss Mundo 2004 | Sucesor: Unnur Birna Vilhjálmsdóttir Islandia |

## Premios y nominaciones
En 2004, Mantilla recibe un reconocimiento y homenaje de parte del Palacio de Gobierno.
Mantilla es nombrada por la empresa Ésika como una celebridad de Latinoamérica, nominación que comparte con Ana de la Reguera y Claudia Bahamón.
| Año  | Premio                       | Categoría              | Trabajo              | Resultado | Ref.   |
| ---- | ---------------------------- | ---------------------- | -------------------- | --------- | ------ |
| 2012 | Premios Luces de El Comercio | Revelación del año     | Ella misma           | Nominada  |        |
| 2013 | Premios Luces de El Comercio | Mejor conductora       | Dos sapos, una reina | Nominada  |        |
| 2014 | Premios Luces de El Comercio | Mejor conductora de TV | Al Aire              | Nominada  | [ 44 ] |